# Nantenbach
Nantenbach ist ein Gemeindeteil der Gemeinde Neuendorf im unterfränkischen Landkreis Main-Spessart in Bayern.

## Geographie
Das Dorf Nantenbach liegt in der Region Würzburg im Vorspessart und wird nach Süden hin durch den Main abgegrenzt. Es gibt allerdings nur eine Gemarkung, Neuendorf.

## Geschichte
Nantenbach ist der ältere Teil der Gemeinde Neuendorf. Nantenbach wurde 1325 urkundlich erwähnt. Der Mainzer Erzbischof Matthias stimmte hier dem Verkauf von Mainzer Lehen (unter anderem in Nantenbach) durch Graf Ludwig d. J. von Rieneck an das Stift Aschaffenburg zu. Nantenbach gehörte zum Amt Partenstein. Dieses hatte wechselnden Herren: Zunächst die Grafen von Rieneck, seit ca. 1277 die Erzbischöfe von Mainz und die Herren und Grafen von Hanau gemeinsam, ab 1684 dann nur noch das Erzbistum. Frondienste waren zeitweise an das Amt Partenstein und Hohenroth zu leisten. Als Erwerb der Einwohner dominierte die Landwirtschaft auf kargem Boden auf Buntsandstein.
Als Teil des Erzstifts Mainz fiel Nantenbach im Reichsdeputationshauptschluss 1803 an das neugebildete Fürstentum Aschaffenburg, mit dem (nun ein Departement des Großherzogtums Frankfurt) es 1814 zu Bayern kam. Im Zuge der Verwaltungsreformen in Bayern entstand mit dem Gemeindeedikt von 1818 die heutige Gemeinde unter dem Namen „Neuendorf“.
Im Jahre 1862 wurde das Bezirksamt Lohr am Main gebildet, auf dessen Verwaltungsgebiet Nantenbach lag. 1939 wurde wie überall im Deutschen Reich die Bezeichnung Landkreis eingeführt. Nantenbach gehörte nun zum Landkreis Lohr am Main (Kfz-Kennzeichen LOH). Mit Auflösung des Landkreises Lohr im Jahre 1972 kam Nantenbach in den neu gebildeten Landkreis Main-Spessart (Kfz-Kennzeichen KAR, ab 1979 MSP).

## Religionen
Kirchlich gehörte Nantenbach früher zur römisch-katholischen Pfarrei Lohr am Main, später zu Langenprozelten. Im Jahr 1717 wurde in Neuendorf eine kleine Filialkirche erbaut, die 1928/1929 auf den heutigen Umfang erweitert wurde. Kirchenpatron ist der Heilige Sebastian. Die Pfarrei hat seit 70 Jahren einen eigenen Geistlichen. Der Anteil der Römisch-Katholischen an der Einwohnerschaft beträgt rund 90 Prozent.

## Verkehr

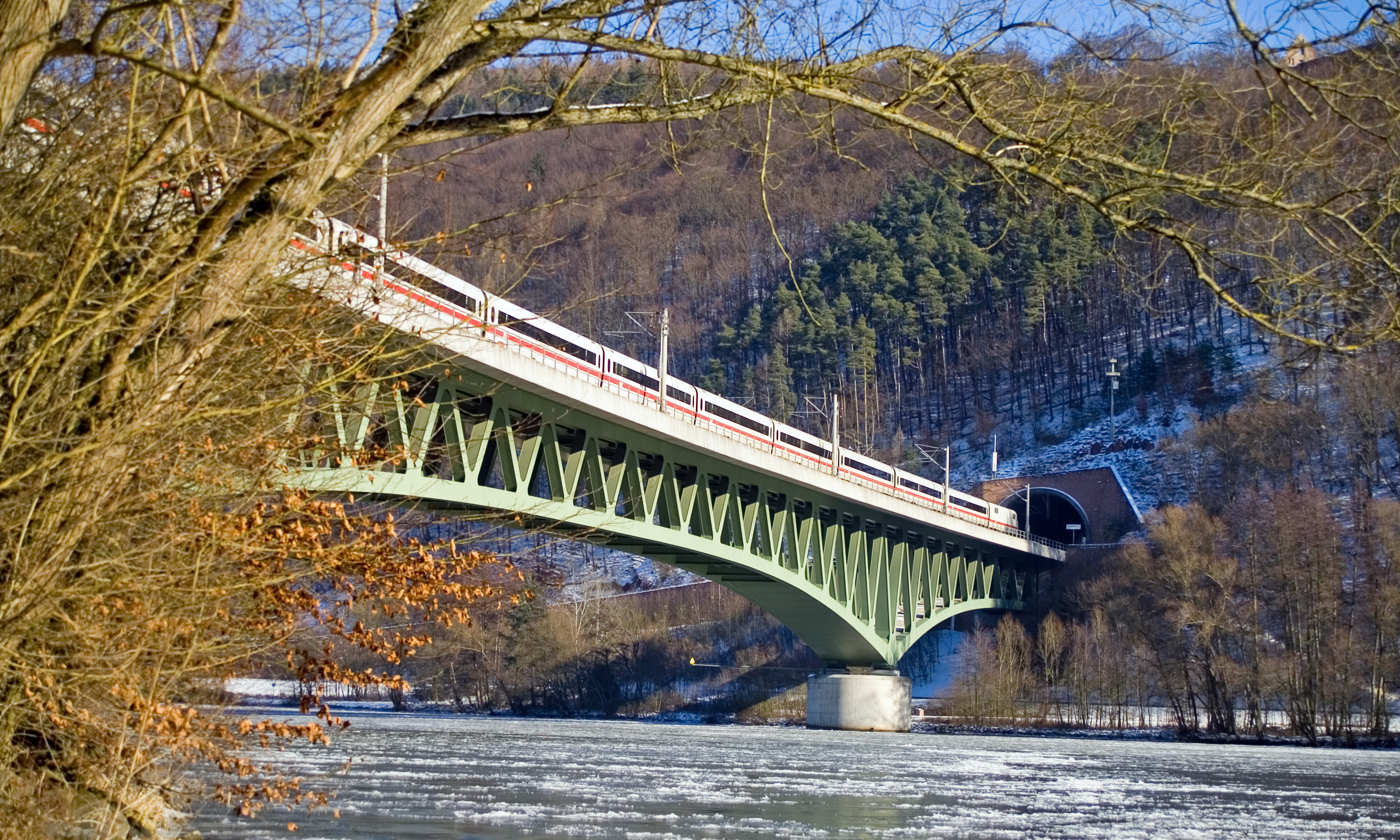
ICE auf der Maintalbrücke Nantenbach – im Hintergrund der Schönraintunnel

Nantenbach liegt an der Bundesstraße 26.
Nantenbach liegt weiter an der Ludwigs-Westbahn, heute: Main-Spessart-Bahn. Es hatte allerdings – im Gegensatz zu Neuendorf bis 1982 – nie einen eigenen Haltepunkt. Im Zuge des Baus der Schnellfahrstrecke Hannover–Würzburg wurde auch die Nantenbacher Kurve errichtet und nach Nantenbach benannt. Sie verbindet die Schnellfahrstrecke mit der Main-Spessart-Bahn. Spektakuläres Bauwerk dafür ist die Maintalbrücke Nantenbach, die in weit geschwungenem Bogen von Nantenbach über den Main an das gegenüber liegende Ufer zieht und die Strecke unmittelbar in den Schönraintunnel führt.

## Museen
Das Fahrzeug- und Technikmuseum Neuendorf stellt alte Fahrzeuge aus.